# Liam Aiken
Liam Pádraic Aiken (Nueva York, 7 de enero de 1990) es un actor estadounidense. Conocido por interpretar a Klaus Baudelaire en Lemony Snicket's A Series of Unfortunate Events.

## Biografía
Liam Aiken nació en Nueva York, el único hijo de Bill Aiken, un productor de MTV, y Moya Aiken. Hizo su debut profesional actuando en un comercial de Ford Motor Company. Debutó en el teatro en Broadway con Casa de muñecas a la edad de siete años; y en el cine con el papel de hijo menor de Parker Posey en Henry Fool en la misma época. Su madre lo animó a comenzar a actuar en pro de la causa de un fondo para la universidad después de la muerte de su padre en 1992 de cáncer. Cuando nació su gusto por la actuación, Aiken decidió continuar.

## Trayectoria profesional
El primer papel de Aiken como protagonista fue como hijo de Susan Sarandon en Quédate a mi lado (Stepmom) en 1998, filme que también fue protagonizado por Julia Roberts y Jena Malone. En 2002, interpreta al hijo de Tom Hanks en la película Camino a la perdición; luego en 2003 actúa en la película Un perro de otro mundo.
Aiken había sido considerado para el papel de Harry Potter, ya que había trabajado previamente con el director Chris Columbus en Quédate a mi lado. Sin embargo, como no era británico, Daniel Radcliffe ganó el papel principal de la película de los famosos libros de J. K. Rowling. Aiken luego pasó a interpretar al inteligente huérfano de 12 años de edad, Klaus Baudelaire en Una serie de eventos desafortunados en 2004. En el otoño de 2008, Aiken entró a la Universidad de Nueva York para estudiar cine y televisión.

## Filmografía

### Cine
| Año  | Película                                               | Rol              |
| ---- | ------------------------------------------------------ | ---------------- |
| 1997 | Henry Fool                                             | Ned Grim         |
| 1998 | Montana                                                | Niño             |
| 1998 | The Object of My Affection                             | Nathan           |
| 1998 | Stepmom                                                | Ben Harrison     |
| 2000 | Soñe con África (I Dreamed of África)                  | Emanuel (7 años) |
| 2001 | Noviembre dulce                                        | Abner            |
| 2001 | The Rising Pleace                                      | Emmett Wilder    |
| 2002 | Camino a la perdición                                  | Peter Sullivan   |
| 2003 | Un perro de otro mundo                                 | Owen Baker       |
| 2004 | Una serie de catastróficas desdichas de Lemony Snicket | Klaus Baudelaire |
| 2006 | Fay Grim                                               | Ned Grim         |
| 2010 | The Killer Inside Me                                   | Johnnie Pappas   |
| 2012 | Electrick Children                                     | Mr. Will         |
| 2012 | Girls Against Boys                                     | Tyler            |
| 2012 | Nor'easter                                             | Josh Green       |
| 2013 | Munchausen (Cortometraje)                              | Hijo             |
| 2013 | How to Be a Man                                        | Bryan            |
| 2014 | Ned Rifle                                              | Ned              |
| 2015 | The Frontier                                           | Eddie            |
| 2015 | Weepah Way for Now                                     | Reed             |
| 2015 | Let Me Down Easy (Cortometraje)                        | Hezekiah         |
| 2016 | Like Lambs                                             | Charlie Masters  |
| 2017 | The Emoji Movie                                        | Ronnie Ram Tech  |
| 2017 | The Honor Farm                                         | Sinclair         |
| 2020 | The Bloodhound                                         | Francis          |
| 2021 | Bashira                                                | Andy             |
| 2021 | Montauk                                                | J.R.             |

### Televisión
| Año     | Programa                     | Episodio             | Rol           |
| ------- | ---------------------------- | -------------------- | ------------- |
| 1998    | Law & Order                  | Disappeared          | Jack Ericson  |
| 2002    | Law & Order: Criminal Intent | Bright Boy           | Robbie Bishop |
| 2007    | Law & Order                  | Captive              | Tory Quinlann |
| 2009    | Law & Order: Criminal Intent | Salome in Manhattan. | Jacson        |
| 2011-12 | A Gifted Man                 | Piloto/ Capítulo 8   | Milo          |
| 2013    | Mad Men                      | The Quality of Mercy | Rolo          |
| 2018    | I'm Dying Up Here            | Plus One             | Howard        |

### Teatro
| Año  | Obra             | Rol            | Teatro                     |
| ---- | ---------------- | -------------- | -------------------------- |
| 1997 | Casa de muñecas. | Bobbie Helmer. | Teatro Belasco (Broadway). |

## Premios y nominaciones
Young Artist Awards
| Año  | Categoría                                                  | Película                            | Resultado |
| ---- | ---------------------------------------------------------- | ----------------------------------- | --------- |
| 1999 | Mejor Actuación en una Película - Actor de 10 años o menos | Quédate a mi lado                   | Ganador   |
| 2003 | Mejor Actuación en una Película - Actor Joven Secundario   | Camino a la perdición               | Candidato |
| 2004 | Mejor Actuación en una Película - Actor Joven Principal    | Un perro de otro mundo              | Candidato |
| 2005 | Mejor Actuación en una Película - Actor Joven Principal    | Una serie de eventos desafortunados | Candidato |

Critics' Choice Awards
| Año  | Categoría         | Película                            | Resultado |
| ---- | ----------------- | ----------------------------------- | --------- |
| 2005 | Mejor Actor Joven | Una serie de eventos desafortunados | Candidato |